# João Ricciulli
João Pedro Gomes Ricciulli plus couramment appelé João Ricciulli, né le 10 octobre 1999 à Bissau en Guinée-Bissau, est un footballeur international bissaoguinéen qui joue au poste de défenseur central au FC Differdange 03.

## Biographie

### Sporting CP (2020-2021)
Formé au sein du club, la carrière du joueur débute dans l'équipe réserve du Sporting CP.

### Vitória SC (2021-2023)
En 2021, il rejoint le Vitória SC et intègre directement l'équipe réserve du club portugais.

### Guarda FC (2024-2025)
Après un an sans club, il s'engage avec le Guarda FC au Portugal en 2024.

### FC Differdange 03 (depuis 2025)
En 2025, le joueur quitte pour la première fois de sa carrière le Portugal pour rejoindre le FC Differdange 03 au Luxembourg, champion en titre de BGL Ligue pour la deuxième année consécutive.